# Luciano De Crescenzo
Luciano De Crescenzo AFI: [luˈtʃaːno de kreˈʃentso] (Nápolis, 18 de agosto de 1928 – Roma, 18 de julho de 2019) foi um escritor, ator, cineasta, engenheiro e filósofo italiano.